# The Great Man
The great man, é um filme estadunidense de 1956 de dirigido e estrelado por José Ferrer baseado em um romance de Al Morgan.
O filme faz parte da lista dos 1000 melhores filmes de todos os tempos do The New York Times.